# Нівіна Людмила Діонісівна
Людмила Діонісівна Нівіна (27 грудня 1919, м. Харків — 9 червня 2015, Київ) — українська архітекторка, лавреатка Державної премії УРСР імені Тараса Шевченка (1980).

## Біографія
У 1937—1946 роках навчалася на архітектурному факультеті Харківського інженерно-будівельного інституту. Від 1946 року працювала в різних проєктних установах Львова. Авторка багатьох споруд у Львові. Співавторка містобудівних проєктів. 1980 року в складі творчого колективу відзначена Премією імені Тараса Шевченка.

## Участь у проєктах

### Діяльність у Львові
- П'ятиповерховий житловий будинок на розі нинішніх вулиць Городоцької та Озаркевича (початок 1950-х, співавтор Павло Конт)[3]
- Житловий будинок на вулиці Гвардійській, 28а. Сміливий проєкт 1953 року із ризалітом, що сильно виступає відносно основного об'єму, при реалізації було сильно спрощено.[3]
- Житловий будинок на розі нинішніх вулиць Олени Степанівни та Братів Міхновських (1955)[4].
- Малоповерхова житлова забудова нинішньої вулиці Пасічної (1957, співавтор Генріх Швецький-Вінецький).
- Проєкт першої черги забудови вулиці Стрийської (1960-ті).
- Готель «Львів» на нинішньому проспекті Чорновола, 5 (1965, співавтори Павло Конт, Анатолій Консулов). За основу взято типовий проєкт готелю на 400 місць, який було розширено від вулиці Зернової, кількість місць доведено до 685.
- Готель «Дністер» на вулиці Матейка, 6, спроєктований ще 1970 року, будівництво завершене у 1982 році (співавтори Анатолій Консулов, Ярослав Мастило).
- Забудова п'яти- і дев'ятиповерховими будинками львівського мікрорайону «Сріблястий». Проєкт 1979—1980 років реалізовано частково. Співавтори архітектори Зіновій Підлісний, Сергій Зем'янкін, інженер Я. Корнільєв. За цей проєкт 1980 року колектив нагороджено Премією імені Тараса Шевченка.
- Палац культури управління профтехосвіти імені Ю. Гагаріна із залою на 800 місць на нинішній площі Петрушевича, 2 (1961). У 1985 році добудовано четвертий поверх. Нині тут розташований Палац культури учнівської молоді.
- Проєкт багатоповерхової забудови селища Жовтневого (нинішній житловий масив Левандівка; у співавторстві з Р. Бекесевичем, П. Гудимовим, Раїсою Федотовською та іншими).
- Корпус науково-дослідного інституту промбудматеріалів (нині ДП «Львівський державний науково-дослідний і проектний інститут „ЛьвівбудНДІпроект“») на вулиці Тернопільській, 10[5].
- Приміщення кінотеатру «Жовтень», на сучасній вул. Любінській, 93, за переробленим типовим проєктом (1978).

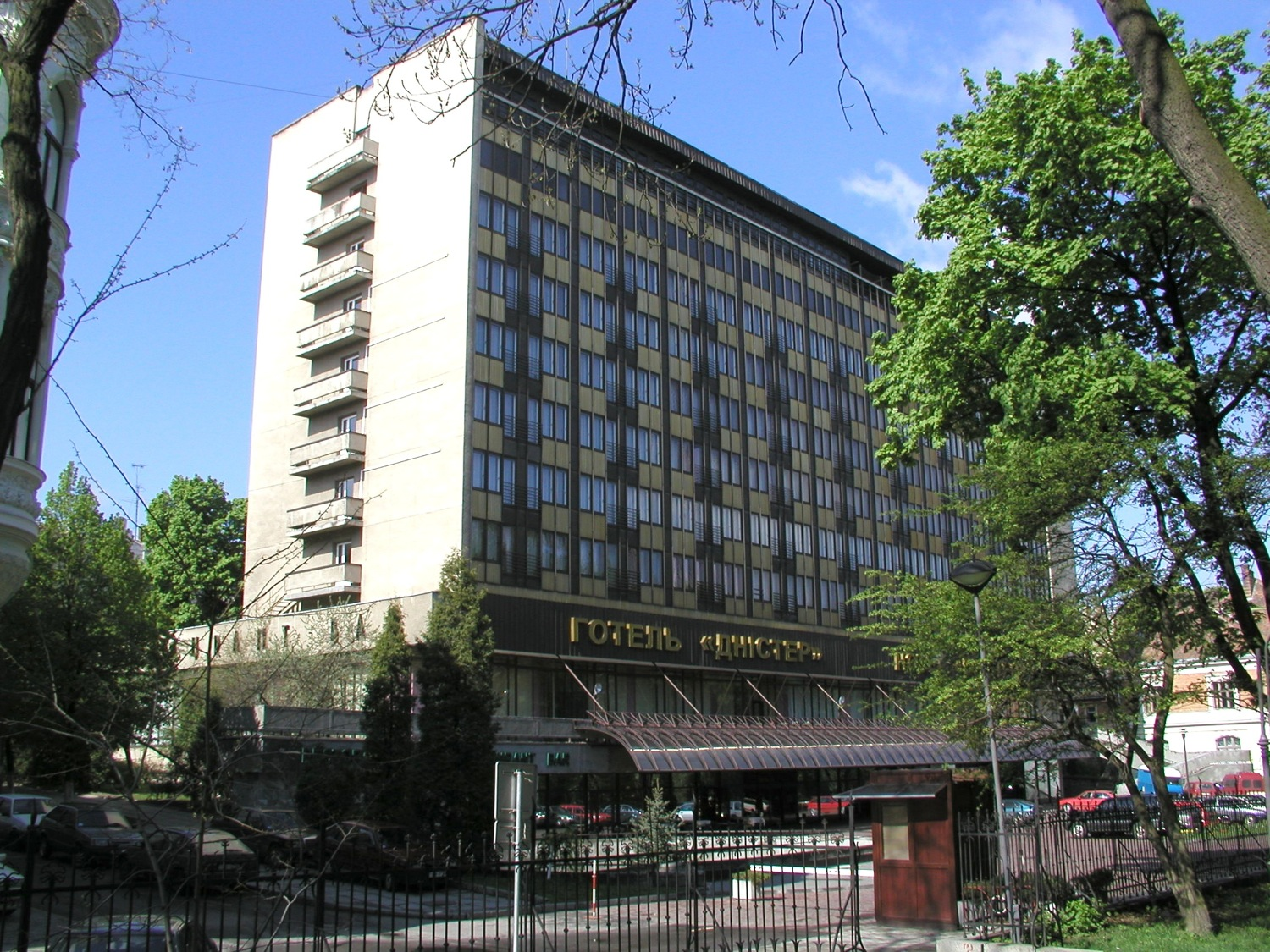
Готель «Дністер»
Вулиця Городоцька, 85.
Готель «Львів»
Палац культури учнівської молоді